# Пашкуляк, Артур Васильевич
Арту́р Васи́льевич Пашкуля́к (укр. Артур Васильович Пашкуляк, позывной — Махно; 17 августа 1979, Мукачево — 2 апреля 2023, Бахмут) — украинский военнослужащий, солдат, участник российско-украинской войны. Герой Украины (27 ноября 2023, посмертно).

## Биография
Родился 17 августа 1978 года в Мукачево Закарпатская область. В 2001 году окончил Мукачевский технологический институт по специальности «Финансы». Жил в Мукачево, занимался предпринимательской деятельностью — работал заместителем директора Кировского спецкарьера. Был обвинен в незаконном обращении с оружием, боевыми припасами или взрывчатыми веществами. Был одним из фигурантов дела о стрельбе в Мукачево, произошедшей 11 июля 2015 года. 7 февраля 2020 года в Мукачево на Артура Пашкуляка совершено вооруженное нападение, в результате которого он получил ранение.
С первых дней российского вторжения в Украину встал на защиту страны. Служил в составе Главного управления разведки Министерства обороны Украины, был прикомандирован в чеченский миротворческий батальон имени Шейха Мансура. Участвовал в обороне Киева, в боях за Гуляйполе в Запорожской области и за Бахмут.
Погиб 2 апреля 2023 года в Бахмуте в возрасте 43-х лет.
Прощание состоялось в Мукачево.

## Награды
- Звание «Герой Украины» с удостоением ордена «Золотая Звезда» (29 сентября 2023, посмертно) — за личное мужество и героизм, проявленные в защите государственного суверенитета и территориальной целостности Украины, верность военной присяге.